# 聖寿寺館
聖寿寺館（しょうじゅじだて）は、青森県三戸郡南部町小向字聖寿寺にあった日本の城。別称本三戸城（もとさんのへじょう）。国の史跡。

## 概要
聖寿寺館は中世の平城で、糠部（三戸）五ヶ城の一つで、三戸城の北4キロメートル、平良ヶ崎城の西方700メートル地点の聖寿寺集落南西丘陵に位置し、館跡の東・北側は幅20メートルの空堀で背後丘陵から切断され、西・南側は比高差20メートル以上の急壁で囲まれている。
平良ヶ崎城は政庁、聖寿寺館は居館であったと考えられる。

## 歴史
聖寿寺館はもとは三戸城と呼ばれていたが、南部家の菩提寺である聖寿寺がそばにあり、聖寿寺館と呼ばれるようになった。
三戸南部氏11代信長から24代晴政までのおよそ200年間居城としたが、天文8年（1539年）6月、家臣赤沼備中の放火により炎上焼失。「祐清私記」によると、南部晴政が家臣赤沼備中の妻女を城中に引き入れたため、備中は晴政を怨んでおり、知行についても家老奥瀬安芸をも恨んでいた等で放火し、奥瀬安芸を斬って逃げたが、下斗米将家は、これを追いかけ、諏訪の平にて赤沼備中を討ち留めたとある。
その後、三戸城（留ヶ崎城）築城とともに「本三戸城」と呼ばれようになった。
平成16年（2004年）9月30日に「聖寿寺館跡」として、「聖寿寺館跡本体」のほかに、南部氏菩提寺のある「三光寺地区」、氏神である「本三戸八幡宮地区」の3地区が、国の史跡として指定を受けた。
発掘調査の結果、聖寿寺館跡本体は開発による破壊がほとんどなく、中世の状態が良好に保存されており、検出された遺構は掘立柱建物跡が4棟、竪穴建物跡が38棟、堀跡等があった。

## 参考資料
- 『岩手県史 第2巻 中世篇 上』岩手県、1961年3月25日。
- 児玉幸多・坪井清足『日本城郭大系 第2巻　青森・岩手・秋田』新人物往来社、1980年7月15日。
- 「角川日本地名大辞典」編纂委員会『角川日本地名大辞典 2 青森県』角川書店、1985年12月1日。ISBN 4040010205。